# Skiby (przystanek kolejowy na Ukrainie)
Skiby (ukr. Скіби, ros. Скибы) – przystanek kolejowy w miejscowości Skiby, w rejonie kowelskim, w obwodzie wołyńskim, na Ukrainie.